# Gonomyia (Gonomyia) hamulata
Gonomyia (Gonomyia) hamulata is een tweevleugelige uit de familie steltmuggen (Limoniidae). De soort komt voor in het Oriëntaals gebied.